# Division 1A 2022/23
Die Division 1A 2022/23 war die 120. Spielzeit der höchsten belgischen Spielklasse im Männerfußball.

## Saisonablauf
Gemäß dem am 22. Juni 2022 veröffentlichten Spielplan begann die Division 1A 2022/23 am Freitag, den 22. Juli 2022. Aufgrund der Weltmeisterschaft wurde sie nach Abschluss der Hinrunde am 13. November 2022 unterbrochen.
Nach der Weltmeisterschaft fand am 23., 26. und 27. Dezember 2022 der erste Spieltag der Rückrunde statt. Nach einer kurzen Winterpause fand der 19. Spieltag am Wochenende vom 6. bis 8. Januar 2023 statt. Der letzte Spieltag der Hauptrunde fand am Wochenende des 21 bis 23. April 2023 statt. Die Play-off-Spiele begannen am Wochenende des 28. bis 30. April 2023 (für Pokalfinalisten: 3./4. Mai 2023). Die Saison 2022/23 endete mit dem letzten Spieltag der Play-off-Runde am Wochenende des 3./4. Juni 2023.

## Teilnehmer
Für die Spielzeit 2022/23 haben sich folgende Vereine sportlich qualifiziert:
- die restlichen Mannschaften der Division 1A 2021/22:
  -  Royale Union Saint-Gilloise
  -  FC Brügge
  -  RSC Anderlecht
  -  Royal Antwerpen
  -  KAA Gent
  -  Sporting Charleroi
  -  KV Mechelen
  -  KRC Genk
  -  VV St. Truiden
  -  Cercle Brügge
  -  Oud-Heverlee Löwen
  -  KV Ostende
  -  KV Kortrijk
  -  Standard Lüttich
  -  KAS Eupen
  -  SV Zulte Waregem

- Der Sieger der Relegationsspiele gegen den Zweiten der Division 1B
  -  RFC Seraing

- der Meister der Division 1B 2021/22:
  -  KVC Westerlo

## Modus
Die 18 Vereine spielen unverändert zunächst in einer Doppelrunde die reguläre Saison aus. Die Abschlusstabelle dient als Grundlage für die Qualifikation zu verschiedenen Platzierungsrunden.
Die vier bestplatzierten Vereine nach Abschluss von 34 Spieltagen erreichen die Meisterschaftsrunde (Play-off 1). Die Vereine, die nach Abschluss der Hauptrunde auf den Plätzen 5 bis 8 stehen, spielen ebenfalls eine Play-off-Runde (Play-off 2 oder Europa Play-off).
Der Sieger dieser Play-off-Runde spielt gegen den Vierten der Meisterschaftsrunde um den schlechtesten Qualifikationsplatz zur Europa Conference League. Dies gilt nicht, wenn der Pokalsieger in der Meisterschaftsrunde spielt. Wenn dieser durch den Pokalsieg bereits für die Europa League qualifiziert ist, sind dann alle vier Mannschaften der Meisterschaftsrunde für einen europäischen Wettbewerb qualifiziert, so dass dann der Sieger der Play-off-Runde direkt für die Conference League qualifiziert ist.
Die Punkte aus der 1. Runde wurden bei beiden Play-offs, wenn nötig, aufgerundet, jedoch bei Punktgleichheit am Ende um einen Punkt reduziert, so dass die weiteren Begegnungen je nach Tabellensituation teilweise nur geringfügige Änderungen hervorrufen können.
Durch Beschluss der Generalversammlung der Vereine vom 14. Juni 2021 wurde festgelegt, dass nach der Saison 2022/23 die Division 1A wieder auf 16 Vereine reduziert wird. Entsprechend sollten die Mannschaften auf den Plätzen 16 bis 18 absteigen und der Sieger der Aufstiegsspiele aus der Division 1B sollte aufsteigen. Durch die Neuregelung der Division 1B ab der Saison 2022/23 ging dieses Aufstiegsrecht auf den Sieger der dortigen Meisterrunde über. Durch Beschluss der Generalversammlung der Vereine vom 17. Juni 2022 wurde diese Reduzierung nach der Saison 2022/23 zusammen mit einem neuen Modus in der Saison 2023/24 bestätigt. Relegationsspiele sind entsprechend nach der Saison 2022/23 nicht vorgesehen.
Im Gegensatz zu anderen Ligen, wie beispielsweise der Fußball-Bundesliga, sind die Spielpläne für die Hin- und Rückrunde nicht identisch (mit gedrehtem Heimrecht). Vielmehr wird für die Rückrunde ein völlig anderer Spielplan erstellt.
Ebenso gibt es eine Besonderheit bei der Berechnungsgrundlage der Tabellenplatzierung bei Punktgleichheit. Ähnlich wie in einigen anderen europäischen Ligen zählt in der Hauptrunde zuerst der direkte Vergleich der Siege und erst dann das Torverhältnisses. In den Play-off-Runden wird ggf. der aufgerundete halbe Punkt als „Nachteil“ gewertet. Danach entscheidet unter punktgleichen Vereinen die höhere Platzierung in der Hauptrunde.

## Hauptrunde

### Tabelle
| Pl.                   | Verein                      | Sp. | S  | U  | N  | Tore    | Diff. | Punkte | Anm.  |
| --------------------- | --------------------------- | --- | -- | -- | -- | ------- | ----- | ------ | ----- |
| 1.                    | KRC Genk                    | 34  | 23 | 6  | 5  | 078:370 | +41   | 75     | (M)   |
| 2.                    | Royale Union Saint-Gilloise | 34  | 23 | 6  | 5  | 070:410 | +29   | 75     | (M)   |
| 3.                    | Royal Antwerpen             | 34  | 22 | 6  | 6  | 059:260 | +33   | 72     | (M)   |
| 4.                    | FC Brügge (M)               | 34  | 16 | 11 | 7  | 061:360 | +25   | 59     | (M)   |
| 5.                    | KAA Gent (P)                | 34  | 16 | 8  | 10 | 064:380 | +26   | 56     | (ECL) |
| 6.                    | Standard Lüttich            | 34  | 16 | 7  | 11 | 058:450 | +13   | 55     | (ECL) |
| 7.                    | KVC Westerlo (N)            | 34  | 14 | 9  | 11 | 061:530 | +8    | 51     | (ECL) |
| 8.                    | Cercle Brügge               | 34  | 13 | 11 | 10 | 050:460 | +4    | 50     | (ECL) |
| 9.                    | Sporting Charleroi          | 34  | 14 | 6  | 14 | 045:520 | −7    | 48     |       |
| 10.                   | Oud-Heverlee Löwen          | 34  | 13 | 9  | 12 | 056:480 | +8    | 48     |       |
| 11.                   | RSC Anderlecht              | 34  | 13 | 7  | 14 | 049:460 | +3    | 46     |       |
| 12.                   | VV St. Truiden              | 34  | 11 | 9  | 14 | 037:400 | −3    | 42     |       |
| 13.                   | KV Mechelen                 | 34  | 11 | 7  | 16 | 049:630 | −14   | 40     |       |
| 14.                   | KV Kortrijk                 | 34  | 8  | 7  | 19 | 037:610 | −24   | 31     |       |
| 15.                   | KAS Eupen                   | 34  | 7  | 7  | 20 | 040:750 | −35   | 28     |       |
| 16.                   | KV Ostende                  | 34  | 7  | 6  | 21 | 037:760 | −39   | 27     | ▼     |
| 17.                   | SV Zulte Waregem            | 34  | 6  | 9  | 19 | 050:780 | −28   | 27     | ▼     |
| 18.                   | RFC Seraing                 | 34  | 5  | 5  | 24 | 028:680 | −40   | 20     | ▼     |
| Stand: 23. April 2023 |                             |     |    |    |    |         |       |        |       |

Platzierungskriterien: 1. Punkte – 2. Siege – 3. Tordifferenz – 4. geschossene Tore

| aus der Saison 2021/22: |                                    |
| ----------------------- | ---------------------------------- |
| (M)                     | amtierender belgischer Meister     |
| (P)                     | amtierender belgischer Pokalsieger |
| (N)                     | Aufsteiger der Division 1B 2021/22 |

### Kreuztabelle
Die Kreuztabelle stellt die Ergebnisse aller Spiele dieser Saison dar. Die Heimmannschaft ist in der linken Spalte, die Gastmannschaft in der oberen Zeile aufgelistet.
| 2022/23 Stand: 23. April 2023 | Royale Union Saint-Gilloise | BRÜ | AND     | Royal Antwerpen | GNT | Sporting Charleroi | KV Mechelen | KRC Genk | VV St. Truiden | Cercle Brügge | Oud-Heverlee Löwen | OST | KV Kortrijk | Standard Lüttich | KAS Eupen | SV Zulte Waregem | SER | KVC Westerlo |
| ----------------------------- | --------------------------- | --- | ------- | --------------- | --- | ------------------ | ----------- | -------- | -------------- | ------------- | ------------------ | --- | ----------- | ---------------- | --------- | ---------------- | --- | ------------ |
| Royale Union Saint-Gilloise   |                             | 2:2 | 2:1     | 2:0             | 2:0 | 1:0                | 2:1         | 1:2      | 2:1            | 2:1           | 1:0                | 3:0 | 2:1         | 2:4              | 2:1       | 4:0              | 2:1 | 1:1          |
| FC Brügge                     | 1:1                         |     | 1:1     | 2:2             | 2:0 | 2:2                | 3:0         | 3:2      | 3:0            | 4:0           | 1:1                | 4:2 | 2:1         | 2:0              | 7:0       | 1:1              | 2:0 | 0:2          |
| RSC Anderlecht                | 1:3                         | 0:1 |         | 0:0             | 0:1 | 0:1                | 2:3         | 0:2      | 3:1            | 2:0           | 2:2                | 2:0 | 4:1         | 2:2              | 4:2       | 2:3              | 3:1 | 0:0          |
| Royal Antwerpen               | 4:2                         | 0:0 | 0:0     |                 | 2:0 | 0:1                | 5:0         | 1:3      | 2:0            | 2:1           | 4:2                | 3:0 | 1:0         | 4:1              | 2:0       | 1:0              | 2:1 | 3:0          |
| KAA Gent                      | 1:1                         | 2:0 | 1:0     | 1:2             |     | 0:0                | 3:0         | 2:3      | 1:1            | 3:4           | 2:0                | 1:2 | 2:1         | 0:0              | 3:0       | 2:0              | 2:1 | 2:1          |
| Sporting Charleroi            | 0:1                         | 1:3 | 0:1     | 1:0             | 2:1 |                    | (0:5) b     | 2:2      | 1:0            | 2:1           | 0:1                | 1:3 | 2:2         | 0:1              | 3:1       | 3:2              | 3:0 | 2:3          |
| KV Mechelen                   | 3:0                         | 0:3 | 1:3     | 0:2             | 1:1 | 2:2                |             | 2:2      | 1:0            | 1:1           | 0:0                | 2:1 | 3:2         | 2:0              | 2:1       | 2:2              | 2:3 | 5:4          |
| KRC Genk                      | 1:2                         | 3:1 | 5:2     | 0:1             | 1:0 | 4:1                | 3:1         |          | 0:0            | 2:1           | 2:1                | 3:0 | 2:1         | 3:1              | 4:2       | 1:0              | 4:0 | 6:1          |
| VV St. Truiden                | 1:1                         | 1:1 | 0:3     | 0:1             | 0:3 | 2:1                | 3:1         | 2:2      |                | 0:1           | 0:0                | 5:0 | 1:0         | 1:2              | 0:1       | 2:0              | 2:1 | 0:1          |
| Cercle Brügge                 | 1:1                         | 2:2 | 1:0     | 0:2             | 3:2 | 4:1                | 0:0         | 1:1      | 3:1            |               | 2:1                | 2:2 | 2:0         | 1:1              | 5:1       | 1:1              | 3:1 | 0:1          |
| Oud-Heverlee Löwen            | 0:3                         | 0:3 | 0:2     | 1:1             | 1:1 | 3:2                | 4:1         | 0:1      | 1:1            | 0:0           |                    | 2:1 | 2:3         | 3:2              | 1:1       | 4:2              | 5:0 | 2:0          |
| KV Ostende                    | 1:6                         | 3:0 | 0:2     | 0:3             | 1:3 | 0:0                | 2:1         | 1:2      | 0:1            | 1:2           | 0:4                |     | 3:1         | 1:3              | 1:0       | 2:1              | 1:2 | 1:2          |
| KV Kortrijk                   | 2:4                         | 1:0 | 2:2     | 2:1             | 0:4 | 0:1                | 1:4         | 1:0      | 0:0            | 1:1           | 0:2                | 2:2 |             | 0:1              | 0:0       | 1:3              | 3:2 | 0:2          |
| Standard Lüttich              | 2:3                         | 3:0 | (5:0) a | 3:0             | 2:2 | 3:1                | 2:0         | 2:0      | 1:1            | 2:0           | 1:3                | 1:0 | 0:2         |                  | 3:1       | 2:2              | 0:2 | 2:0          |
| KAS Eupen                     | 1:2                         | 2:1 | 0:1     | 0:1             | 0:4 | 1:2                | 2:1         | 1:1      | 0:2            | 2:2           | 4:2                | 4:4 | 0:1         | 2:0              |           | 1:5              | 1:3 | 1:1          |
| SV Zulte Waregem              | 1:3                         | 1:2 | 3:2     | 0:2             | 2:6 | 1:3                | 2:0         | 1:4      | 0:3            | 2:3           | 2:5                | 1:1 | 3:3         | 0:3              | 5:5       |                  | 2:0 | 1:1          |
| RFC Seraing                   | 1:2                         | 0:2 | 0:1     | 0:2             | 0:5 | 0:1                | 0:2         | 0:4      | 1:2            | 0:1           | 2:1                | 1:1 | 0:1         | 1:1              | 0:1       | 1:1              |     | 1:1          |
| KVC Westerlo                  | 4:2                         | 0:0 | 2:1     | 3:3             | 3:3 | 2:3                | 2:0         | 2:3      | 2:3            | 2:0           | 1:2                | 6:0 | 3:1         | 4:2              | 0:1       | 2:0              | 2:2 |              |

Spielverlegungen
- KAS Eupen – KRC Genk witterungsbedingt vom 20. Januar 2023 auf den 1. Februar 2023

## Play-offs
Der Spielplan für die Play-offs wurde am 23. April 2023 bekannt gegeben.
In beiden Play-offs werden die Punkte aus der Hauptrunde halbiert und als Bonus gutgeschrieben. Falls dabei sich ein halber Punkt ergab, wird dieser aufgerundet. Bei Punktgleichheit gilt eine solche Aufrundung als „Malus“, die zum schlechteren Tabellenplatz führt. Als nächstes Kriterium wird die Platzierung in der Hauptrunde herangezogen. Die Tordifferenz und die Anzahl der Siege haben in den Play-offs keine Auswirkung auf die Platzierung.

### Meisterschaftsrunde (Play-off 1)

#### Tabelle
| Pl.                                                                                                   | Verein                        | Sp. | S | U | N | Tore    | Diff. | Punkte | Bonus | Gesamt | Anm.      |
| --- | ----------------------------- | --- | - | - | - | ------- | ----- | ------ | ----- | ------ | --------- |
| 1. | Royal Antwerpen               | 6   | 3 | 2 | 1 | 010:800 | +2    | 11     | 36    | 47     | M + CL PO |
| 2. | KRC Genk M                    | 6   | 2 | 2 | 2 | 010:100 | ±0    | 08     | 38    | 46     | CL 2      |
| 3. | Royale Union Saint-Gilloise M | 6   | 2 | 2 | 2 | 008:800 | ±0    | 08     | 38    | 46     | EUR PO    |
| 4. | FC Brügge (M) M               | 6   | 2 | 0 | 4 | 010:120 | −2    | 06     | 30    | 36     | CON 2     |
| Kriterien zur Sortierung der Tabelle: 1. Kein Malus „M“ – 2. Punkte – 3. Tabellenplatz der Hauptrunde |                               |     |   |   |   |         |       |        |       |        |           |

| aus der Saison 2021/22: |                                |
| (M)                     | amtierender belgischer Meister |

#### Kreuztabelle
| Stand: 4. Juni 2023         | KRC Genk | Royale Union Saint-Gilloise | Royal Antwerpen | BRÜ |
| --------------------------- | -------- | --------------------------- | --------------- | --- |
| KRC Genk                    |          | 1:1                         | 2:2             | 3:1 |
| Royale Union Saint-Gilloise | 3:0      |                             | 0:2             | 1:3 |
| Royal Antwerpen             | 2:1      | 1:1                         |                 | 3:2 |
| FC Brügge                   | 1:3      | 1:2                         | 2:0             |     |

### Europa Play-offs (Play-off 2)

#### Tabelle
| Pl.                                                                                                   | Verein             | Sp. | S | U | N | Tore    | Diff. | Punkte | Bonus | Gesamt | Anm.  |
| --- | ------------------ | --- | - | - | - | ------- | ----- | ------ | ----- | ------ | ----- |
| 1. | KAA Gent (P)       | 6   | 5 | 1 | 0 | 017:600 | +11   | 16     | 28    | 44     | CON 2 |
| 2. | Cercle Brügge      | 6   | 3 | 2 | 1 | 013:900 | +4    | 11     | 25    | 36     |       |
| 3. | Standard Lüttich M | 6   | 0 | 2 | 4 | 004:140 | −10   | 02     | 28    | 30     |       |
| 4. | KVC Westerlo (A) M | 6   | 1 | 1 | 4 | 010:150 | −5    | 04     | 26    | 30     |       |
| Kriterien zur Sortierung der Tabelle: 1. Kein Malus „M“ – 2. Punkte – 3. Tabellenplatz der Hauptrunde |                    |     |   |   |   |         |       |        |       |        |       |

| aus der Saison 2021/22: |                                        |
| (P)                     | amtierender belgischer Pokalsieger     |
| (N)                     | Aufsteiger aus der Division 1B 2021/22 |

#### Kreuztabelle
| Stand: 3. Juni 2023 | GNT | Standard Lüttich | KVC Westerlo | Cercle Brügge |
| ------------------- | --- | ---------------- | ------------ | ------------- |
| KAA Gent            |     | 3:1              | 3:1          | 2:2           |
| Standard Lüttich    | 1:2 |                  | 2:2          | 0:4           |
| KVC Westerlo        | 1:3 | 3:0              |              | 3:5           |
| Cercle Brügge       | 0:4 | 0:0              | 2:0          |               |

Da Royal Antwerpen das Pokalfinale gewann, ist der Verein darüber für die Play-off der Europa League qualifiziert, falls er nicht eine bessere Qualifikation in der Liga erreicht. Entsprechend ist der Vierter der Meister-Play-off direkt für die 2. Qualifikationsrunde der Conference League qualifiziert und damit ebenso der Sieger der Play-off 2. Ein Entscheidungsspiel findet nicht statt.

## Besondere Vorkommnisse
Standard Lüttich – RSC Anderlecht
Das Spiel Standard Lüttich – RSC Anderlecht wurde am 23. Oktober 2022 beim Stand von 3:1 abgebrochen, nachdem aus dem Fanbereich des RSC Anderlecht mehrfach massiv Bengalos auf den Platz geworfen wurden waren. Am 22. Dezember 2022 wertete der Disziplinarausschuss des Belgischen Fußballverbandes das Spiel als 5:0 für Standard. Zusätzlich zu 50.000 Euro Geldstrafe, die Pro League bereits verhängt hatte, wurde eine weitere Geldstrafe in Höhe von 10.000 Euro verhängt. Dazu kommt ein Heimspiel für Anderlecht ohne Zuschauer und ein Auswärtsspiel, bei dem die Anderlechter Fans ihre Mannschaft nicht begleiten dürfen. Mit einer Bewährungszeit von einem Jahr wurden zwei weitere Heimspiele ohne Zuschauer ausgesetzt.
Gegen Standard Lüttich wurde wegen mangelhaften Ordnungsdienst eine Geldstrafe von ebenfalls 10.000 Euro verhängt sowie ein Heimspiel ohne Zuschauer, ausgesetzt auf Bewährung für ein Jahr. Denis Dragus, Spieler von Standard, wurde für ein Spiel gesperrt und erhielt 1.000 Euro Geldstrafe, weil er durch Gesten die Anderlechter Fans provoziert hatte.
Sporting Charleroi – KV Mechelen
Das Spiel Sporting Charleroi – KV Mechelen wurde am 12. November 2022 in der 75. Minute beim Stand vom 1:0 abgebrochen, nachdem aus dem Fanbereich von Sporting Charleroi mehrfach Feuerwerkskörper gezündet wurden. Nachdem ursprünglich beim Disziplinarausschuss des Belgischen Fußballverbandes eine Strafe von einem Spiel ohne Zuschauer sowie der Ausschluss der entsprechenden verantwortlichen Fangruppierungen für zwei weitere Spiele beantragt wurde sowie 10.000 Euro Geldstrafe, wurde am 17. März 2023 als Strafe neben den 10.000 Euro Geldstrafe nur ein Spiel unter Ausschluss aller Zuschauer verhängt. Dabei wurde berücksichtigt, dass der Verein bereits selbst die Fangruppierungen für fünf Spiele ausgeschlossen hatte. Dazu kamen 75.000 Euro Geldstrafe von Pro League.
Das abgebrochene Spiel selbst sollte ohne Zuschauer wiederholt werden, da dem Schiedsrichter beim Abbruch Formfehler unterlaufen waren. Gegen diese Entscheidung legte der KV Mechelen beim belgischen Schiedsgericht für den Sport Widerspruch ein, da nach dem Reglement bei einem Abbruch eine 0:5-Niederlage für den verantwortlichen Verein vorgesehen sei. Der RSC Anderlecht, Cercle Brügge, Oud-Heverlee Löwen und der KVC Westerlo schlossen sich dem Verfahren als beteiligte Dritte an, da sie bei einem eventuellen Sieg von Charleroi im Wiederholungsspiel Nachteile in der Tabelle hätten. Am 11. April 2023 entschied das Schiedsgericht, dass der Formfehler nicht entscheidend für den Abbruch war. Daher war das Spiel 0:5 verloren für Charleroi zu werten.

## Auswirkung der COVID-19-Pandemie
Falls bei einer Mannschaft mehr als sieben Stammspieler durch eine Erkrankung an COVID-19 oder Quarantäne nicht spielen können, wird auf entsprechenden Antrag der Mannschaft ihr Spiel verlegt. Dabei werden als Stammspieler die Spieler gesehen, die in den bisherigen Spielen der Saison 30 % der möglichen Spielminuten tatsächlich gespielt haben. Das Gleiche gilt, wenn zwei Torhüter aufgrund Erkrankung oder Quarantäne nicht spielen können, sofern einer dieser Torhüter die meisten Spielminuten der Torhüter des betreffenden Vereins in dieser Saison hat oder im letzten Spiel im Tor stand. Falls einzelne Spiele durch Anordnungen der örtlichen Behörden wegen der COVID-19-Pandemie untersagt werden, obliegt es dem Heimverein, einen anderen Austragungsort am geplanten Spieltag zu finden. Anderenfalls wird das Spiel 0:3 gegen ihn gewertet.

## Torschützenliste
Der Torschützenkönig wird offiziell durch die Pro League, der Vereinigung der Vereine der Divisionen 1A und 1B, mit dem Goldenen Bullen (Le Taureau d’Or bzw. Gouden Stier) ausgezeichnet. Es werden nur die Spiele der Hauptrunde und der Play-off berücksichtigt, nicht aber die folgenden Finalspiele um die Europa-League-Qualifikation.
Bei Gleichstand der erzielten Tore entscheiden die Auswärtstore, die Heimtore, die Zahl der Spielminuten, die Zahl der Vorlagen und die Zahl der Tore ohne Elfmeter (in dieser Reihenfolge).
Stand: 4. Juni 2023 (Endstand)
| Pl. | Spieler         | Verein             | Tore |
| --- | --------------- | ------------------ | ---- |
| 01. | Hugo Cuypers    | KAA Gent           | 27   |
| 02. | Ayase Ueda      | Cercle Brügge      | 22   |
| 03. | Gianni Bruno    | VV St. Truiden     | 18   |
| 04. | Vincent Janssen | Royal Antwerpen    | 18   |
| 05. | Joseph Paintsil | KRC Genk           | 17   |
| 06. | Paul Onuachu    | KRC Genk           | 16   |
| 07. | Gift Orban      | KAA Gent           | 15   |
| 08. | Hans Vanaken    | FC Brügge          | 14   |
| 09. | Mario González  | Oud-Heverlee Löwen | 13   |
| 10. | Ferran Jutglà   | FC Brügge          | 13   |